# Frederick Royden Chalmers
Frederick Royden Chalmers (1881-1943), agriculteur militaire et administrateur australien est né à Brighton en Tasmanie le 4 janvier 1881 dans une famille de fermiers.

## Biographie
À 18 ans il s'engage dans l'armée et va combattre en Afrique du Sud où la seconde guerre des Boers fait rage. Il obtient le grade de Lieutenant en 1901. Après sa démobilisation, Chalmers reste en Tasmanie jusqu'en 1907, il rejoint ensuite la compagnie des chemins de fer de l'État de Victoria, puis s'établit dans le négoce à Moe.
Marié en 1910, il devient veuf en 1914, cette même année en avril, il s'engage de nouveau dans l'armée, rejoignant en tant que simple soldat la force impériale australienne. Devenu lieutenant un mois plus tard, il servit en Égypte, à Gallipoli, en Belgique et en France.  Devenu capitaine en août 1915, il suit une formation pour gradés à l'école militaire d'Aldershot, en Angleterre fin 1916 et est promu major. Il commande un bataillon à partir d'octobre 1917 et devient lieutenant colonel à ce poste en janvier 1918. Il est fait compagnon de l'Ordre de Saint-Michel et Saint-Georges en 1919.
Revenu en Tasmanie avec sa femme avec qui il avait convolé à Londres en 1917, il travaille plusieurs années dans l'agriculture à Bagdad puis prospecte sur la côte ouest de Tasmanie. Il dirige alors une association d'anciens combattants et était impliqué dans le scoutisme.
En 1938, Chalmers est choisi parmi 70 candidats pour succéder à R. C. Garsia à la tête de l'administration de Nauru, une île du Pacifique, administré par l'Australie qui compte à peine plus d'un millier d'habitants à cette époque mais qui est stratégique pour le Commonwealth en raison de ses très importants dépôts de phosphate. Son affabilité assure sa popularité. Il introduit sur l'île des porcs Berkshire afin d'améliorer le cheptel local composé de cochons sauvages et introduit des poissons du genre Gambusia pour lutter contre la prolifération des moustiques.
Le 27 décembre 1940, alors que le Komet, un croiseur auxiliaire de la Kriegsmarine annonce qu'il va bombarder l'île, Chalmers impuissant répond depuis la côte par des invectives puis fait évacuer le port de Nauru. À la fin des attaques une heure plus tard il fait prévenir l'Australie par radio. Lors de l'évacuation des étrangers en février 1942 face à la menace d'une invasion japonaise, il est l'un des seuls occidentaux à décider de rester. Les forces d'occupation japonaises débarquent le 26 août, Chalmers ainsi que quatre autres blancs est interné à partir de cette date. Le 25 mars 1943, après un bombardement allié massif, le commandant japonais décide en représailles de faire exécuter les occidentaux dont Chalmers. Les responsables de ces meurtres seront poursuivis plus tard pour crimes de guerre à Rabaul en Nouvelle-Bretagne. L'un d'eux est condamné à vingt ans de prison. Un monument à sa mémoire ainsi qu'à celle d'autres victimes de la guerre a été érigé à Nauru en 1951.

## Référence
1. ↑  (en) It's an Honour - CMG.